# Powiat Niżański
Der Powiat Niżański ist ein Powiat (Kreis) in der polnischen Woiwodschaft Karpatenvorland. Der Powiat hat eine Fläche von 785,58 km², auf der 67.000 Einwohner leben.

## Gemeinden
Der Powiat umfasst sieben Gemeinden, davon drei Stadt-und-Land-Gemeinden sowie vier Landgemeinden.

### Stadt-und-Land-Gemeinden
- Nisko
- Rudnik nad Sanem
- Ulanów

### Landgemeinden
- Harasiuki
- Jarocin
- Jeżowe
- Krzeszów